# Parafia Matki Bożej Nieustającej Pomocy w Czarnomorsku
Parafia Matki Bożej Nieustającej Pomocy w Czarnomorsku – rzymskokatolicka parafia znajdująca się w diecezji odesko-symferopolskiej w dekanacie Odessa.
Kaplice filialne znajdują się w Sanżijce i w Dobroołeksandriwce.